# Superga
Superga is een heuvel gelegen op de zuidelijke oever van de rivier de Po ten oosten van Turijn in Noordwest-Italië. Met 672 meter boven zeeniveau is het een van de meest prominente heuvels, die een natuurlijk amfitheater rondom de stad vormt.
Superga is onder meer bekend als de plek waar veel leden van het Huis Savoye zijn begraven; verder voor de Basiliek van Superga en de Superga-tandradbaan, geopend op 27 april 1884,  die het verbindt met Sassi, een voorstad van Turijn.
In 1949 werd de heuvel wereldnieuws door de Superga-vliegramp, waarbij bijna de gehele voetbalploeg van AC Torino omkwam.
Superga is ook een bekend merk van gymschoenen uit Turijn.
De beklimming van de Superga geldt jaarlijks als scherprechter in de wielerkoers Milaan-Turijn.